# Tom Wyllie
Thomas „Tom“ Wyllie (* 5. April 1870 in Maybole, South Ayrshire; † 28. Juli 1943) war ein schottischer Fußballspieler. In seiner aktiven Karriere als Spieler gewann er mit den Glasgow Rangers einmal die schottische Meisterschaft und mit der schottischen Nationalmannschaft einmal die British Home Championship.

## Karriere

### Verein
Tom Wyllie wurde in Maybole etwa 80 km südwestlich von Glasgow geboren. Er begann seine Fußballkarriere in Maybole, bevor im Jahr 1888 zu den Glasgow Rangers kam. Sein Debüt bei den Rangers gab er am 1. September 1888 in der 1. Runde des Scottish FA Cup 1888/89 gegen Partick Thistle. Beim 4:2-Sieg erzielte Wyllie zugleich sein Debüttor. In der ersten Saison der Scottish Football League gewannen die Rangers mit Wyllie die schottische Meisterschaft. Während der laufenden Saison hatte er jedoch den Verein in Richtung England verlassen. In der Rangers-Meistersaison kam Wyllie auf vier Ligaspiele. Ab Ende des Jahres 1890 stand er in Liverpool beim FC Everton unter Vertrag, mit dem er englischer Meister wurde. Nach 20 Ligaspielen und fünf Toren wechselte er nach zwei Jahren zum neuen Stadtrivalen, dem FC Liverpool der im Juni 1892 gegründet worden war. Mit Liverpool spielte er in der Lancashire League, die er mit der Mannschaft im Jahr 1893 gewann. Im ersten Merseyside Derby zwischen Everton und Liverpool am 22. April 1893 im Finale des Liverpool Senior Cups erzielte Wyllie das einzige Tor des Spiels. Nachdem Liverpool in die Second Division gewählt worden war, blieb Wyllie in der lokalen Liga beim vorherigen drittplatzierten FC Bury. Liverpool stieg direkt im Anschluss mit dem Zweitliga-Titel in die First Division auf. Wyllie wurde ein Jahr später mit Bury Vizemeister in der Lancashire League, und in die Zweite Liga gewählt. Im Jahr 1895 gelang der Aufstieg als Zweitligameister in die 1. Liga. Wyllie spielte zwei Spielzeiten in der First Division, bevor er 1897 zu Bristol City in die Southern Football League wechselte. Nach seinem Ende der Fußballkarriere im Jahr 1898 wurde er Zeitschriftenhändler in Bedminster, einem Stadtteil von Bristol.

### Nationalmannschaft
Tom Wyllie lief im Jahr 1890 einmal in einem Länderspiel für die schottische Fußballnationalmannschaft auf. Bei einem 4:1-Auswärtssieg gegen Irland in Belfast erzielte er zugleich ein Tor in der 50. Spielminute. Der Sieg verhalf zum Gewinn der British Home Championship der mit England geteilt wurde. Für Schottland war es der sechste Titel, während England zum dritten Mal gewann.

## Erfolge
mit den Glasgow Rangers
- Schottischer Meister (1): 1891

mit dem FC Everton
- Englischer Meister (1): 1891

mit dem FC Liverpool
- Lancashire League (1): 1893

mit dem FC Bury
- Zweitligameister (1): 1895

mit Schottland
- British Home Championship (1): 1890